# Igreja de São Carlos Borromeu (Viena)
A Igreja de São Carlos Borromeu (em alemão: Rektoratskirche St. Karl Borromäus), comumente chamada de Karlskirche, é uma igreja barroca localizada em Viena, na Áustria. Amplamente considerada a igreja barroca mais destacada da capital, bem como um dos maiores edifícios da cidade, a igreja é dedicada a São Carlos Borromeu, um dos grandes precursores da contrarreforma do século XVI.
Localizada nos arredores de Innere Stadt, em Wieden, a aproximadamente 200 metros da Ringstraße, a igreja contém uma cúpula em formato elipsoide.

## História
Durante a forte epidemia de peste negra que atingiu Viena em 1713 e ceifou a vida de cerca de 80 mil pessoas, o imperador Carlos VI prometeu que, assim que a cidade estivesse livre desta calamidade, construiria um templo dedicado a São Carlos Borromeu, arcebispo de Milão e herói da epidemia de peste de 1576. No ano seguinte à epidemia, foi anunciado um concurso para o projeto da igreja e concedido a Johann Bernhard Fischer von Erlach. Os fundos que permitiram custear a construção da igreja foram necessariamente contribuídos pelos judeus de Viena. A igreja é um símbolo do poder religioso e político da dinastia imperial dos Habsburgos.
As obras iniciaram-se em 1716, e após a morte do arquitecto em 1723, as obras deram continuidade, até à sua conclusão em 1737, pelo seu filho Joseph Emanuel Fischer von Erlach.
Ao lado da Igreja ficava o Spitaler Gottesacker. O compositor Antonio Vivaldi morreu em Viena e foi sepultado em 28 de julho de 1741, mas seu túmulo foi perdido com o tempo. A igreja acolhe concertos regulares de Vivaldi em sua homenagem.

## Arquitetura
A igreja é uma obra-prima do ecletismo barroco, em que se combinam diferentes estilos: a fachada central representa um pórtico grego, as colunas adjacentes são de inspiração barroca e uma gigantesca cúpula domina a entrada. Os dois pavilhões laterais apresentam influências do barroco romano e da decoração oriental. O edifício tem 80 metros de altura por cerca de 60 metros de largura e é o segundo maior templo da cidade depois da Catedral de Santo Estêvão.

## Exterior
No exterior destaca-se o frontispício, que inclui as duas colunas citadas, com relevos que retratam períodos da vida de São Carlos Borromeu. São inspirados na coluna de Trajano em Roma e sua decoração em espiral apresenta cenas da vida de São Carlos Borromeu. O tema representado na coluna da esquerda é perseverança e coragem na coluna da direita.
No frontão encontram-se relevos de Giovanni Stanetti, que descrevem os sofrimentos da cidade durante a peste de 1713, a estátua da padroeira coroa o frontão. As escadas de entrada são ladeadas por anjos representando o antigo e o novo testamento.

## Interior
O interior abriga talhas e retábulos dos artistas mais famosos da época, como Daniel Gran. Destaca-se a cúpula onde se pode ver um afresco pintado por Johann Michael Rottmayr, realizado entre 1725 e 1730, denominado "A Apoteose de São Carlos Borromeu" e que seria a última encomenda que o artista concluiu. Representa a intercessão de Carlos Borromeu, com o apoio da Virgem Maria, e ao seu redor as virtudes cardeais.
O altar apresenta um relevo em estuque com São Carlos sobre uma nuvem, subindo aos céus.
Os pavilhões que dão acesso às entradas laterais têm decoração de influência chinesa.
Os afrescos das capelas laterais foram pintados por Daniel Gran.

## Galeria

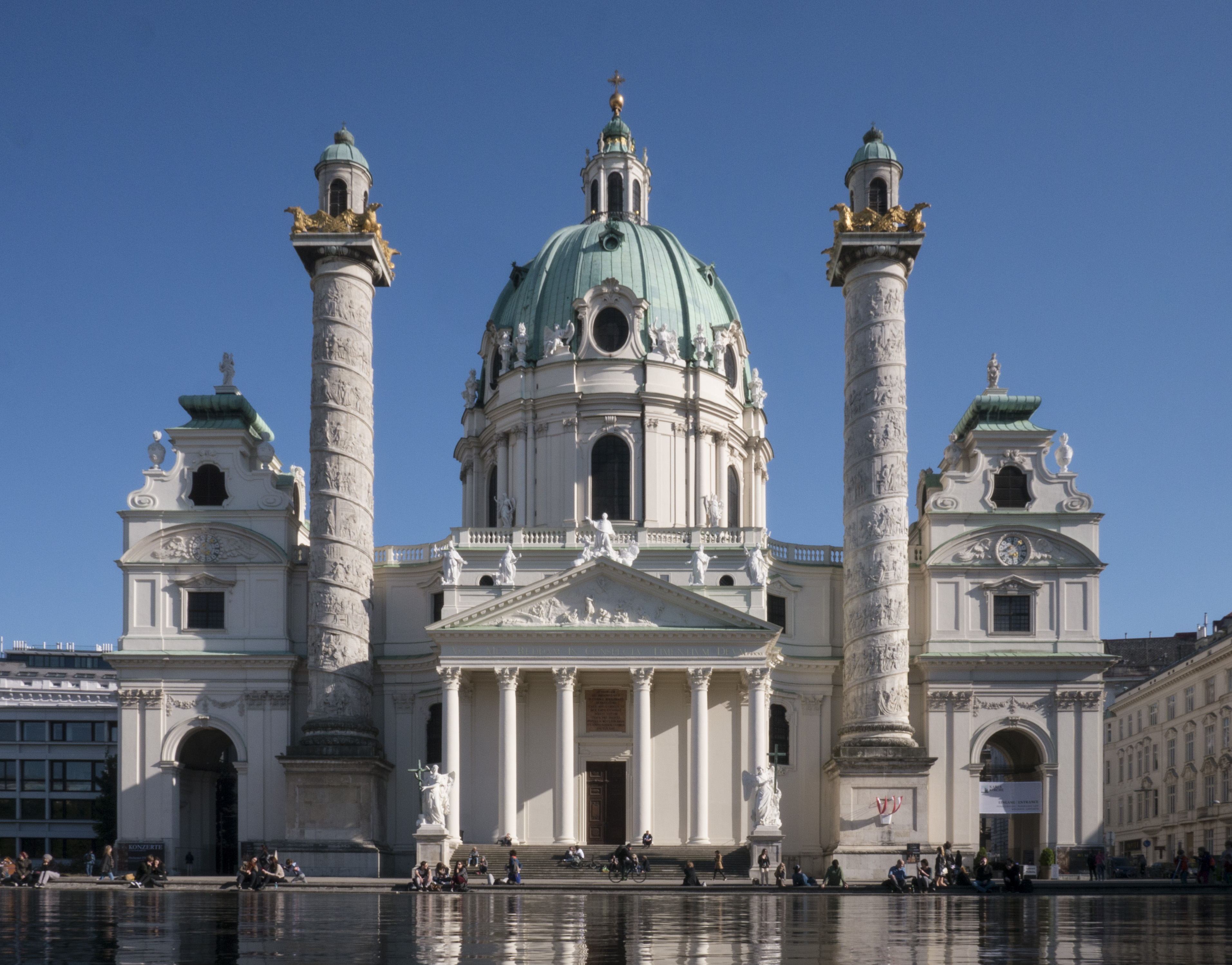
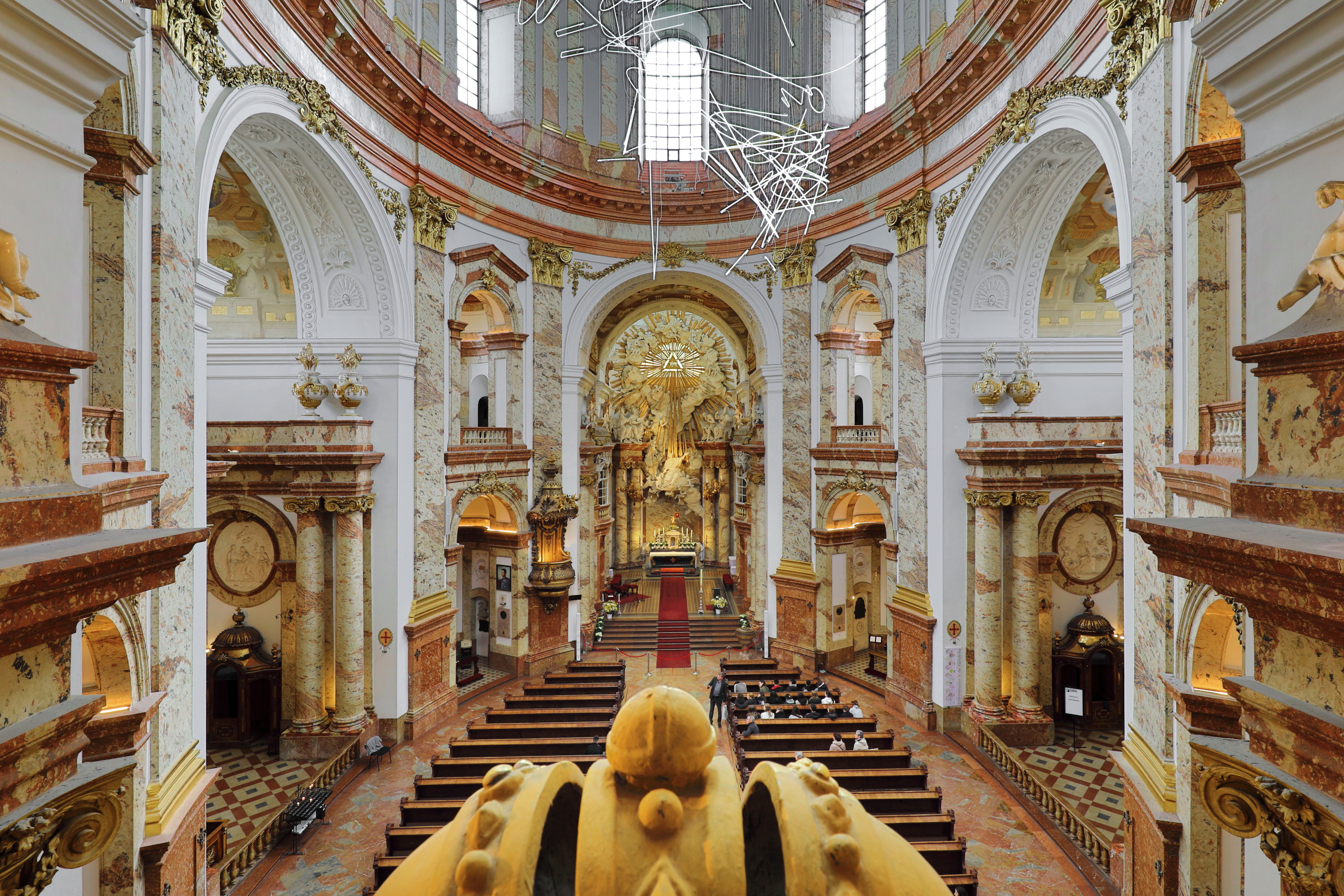
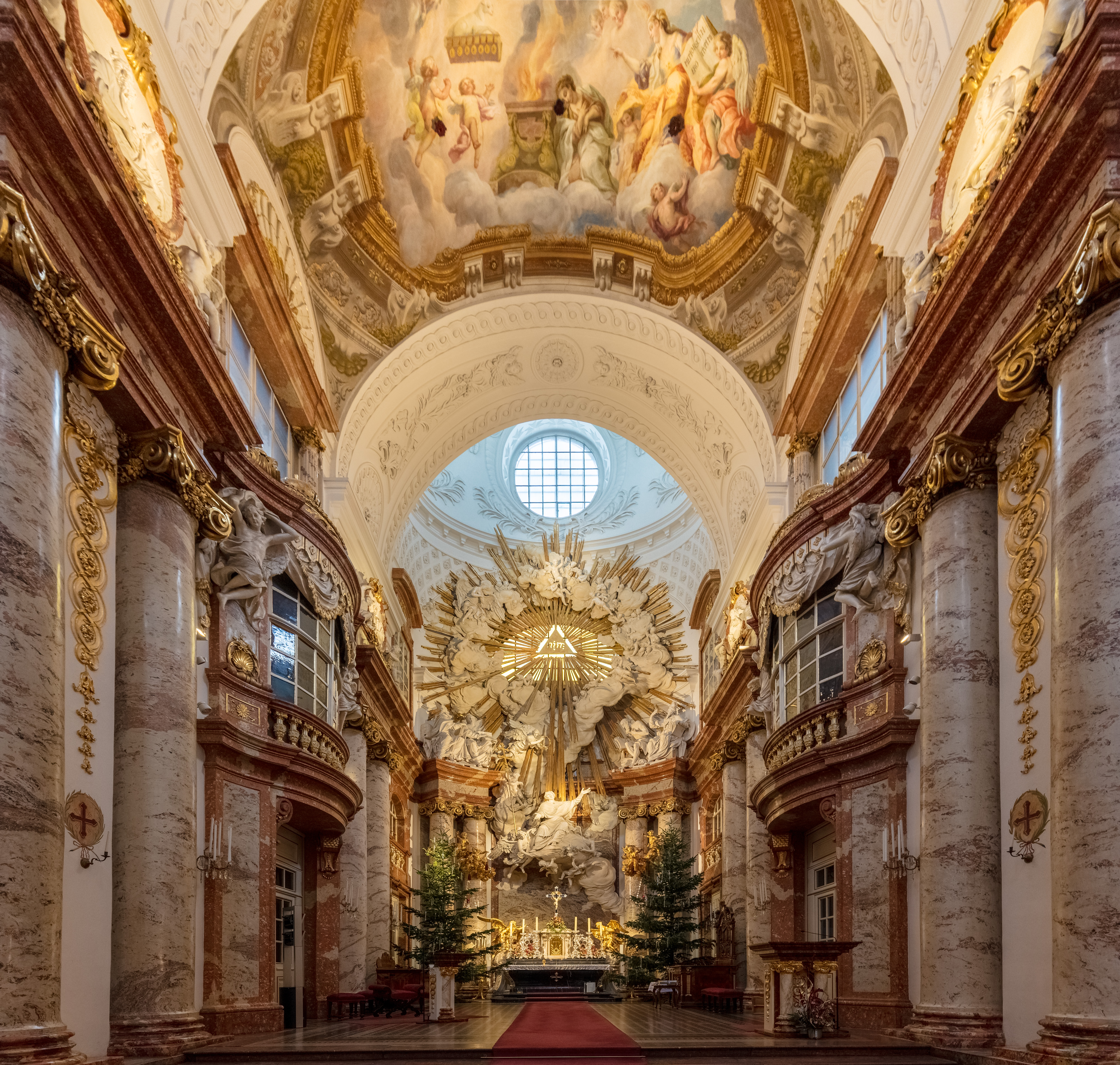
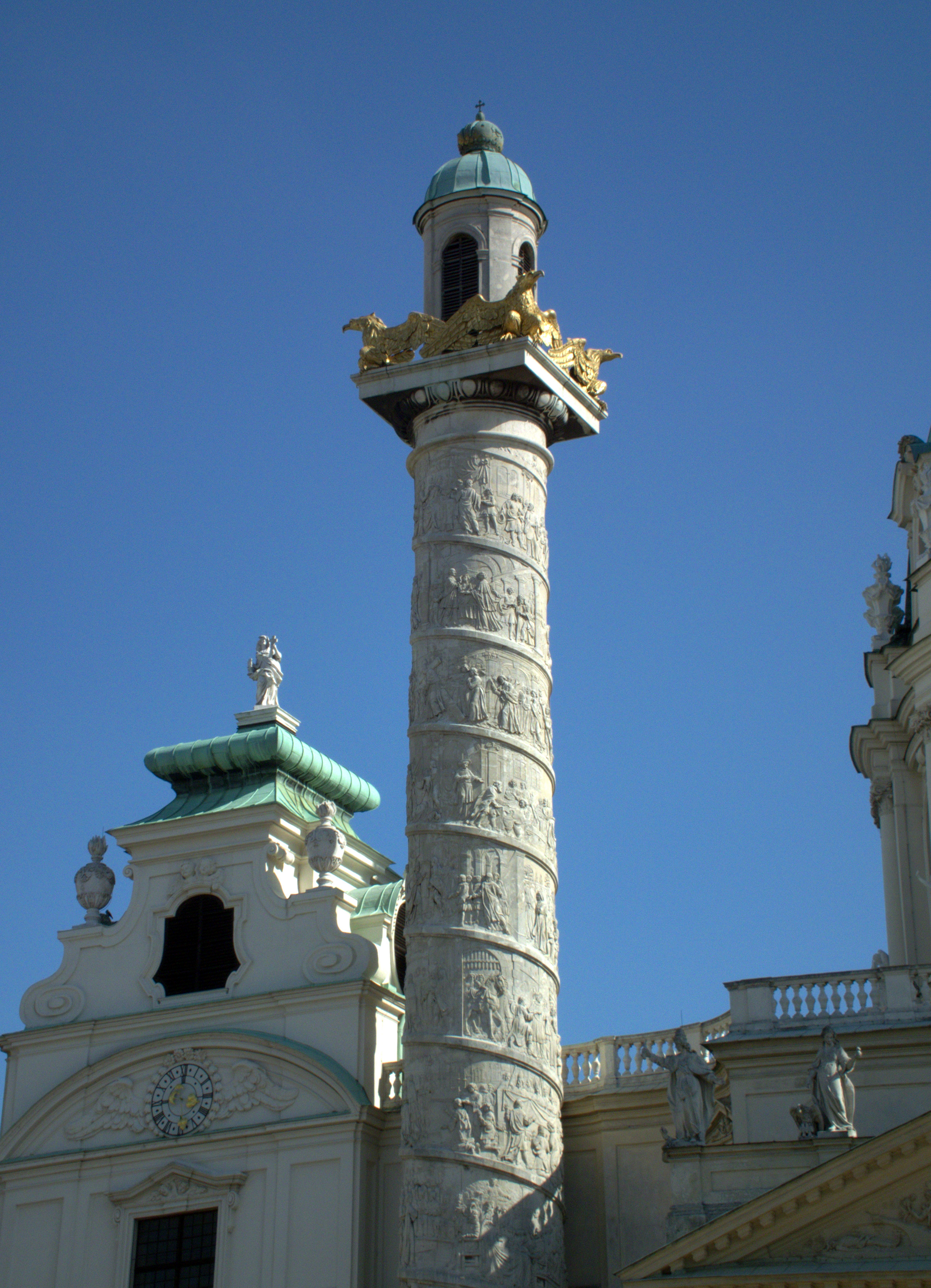
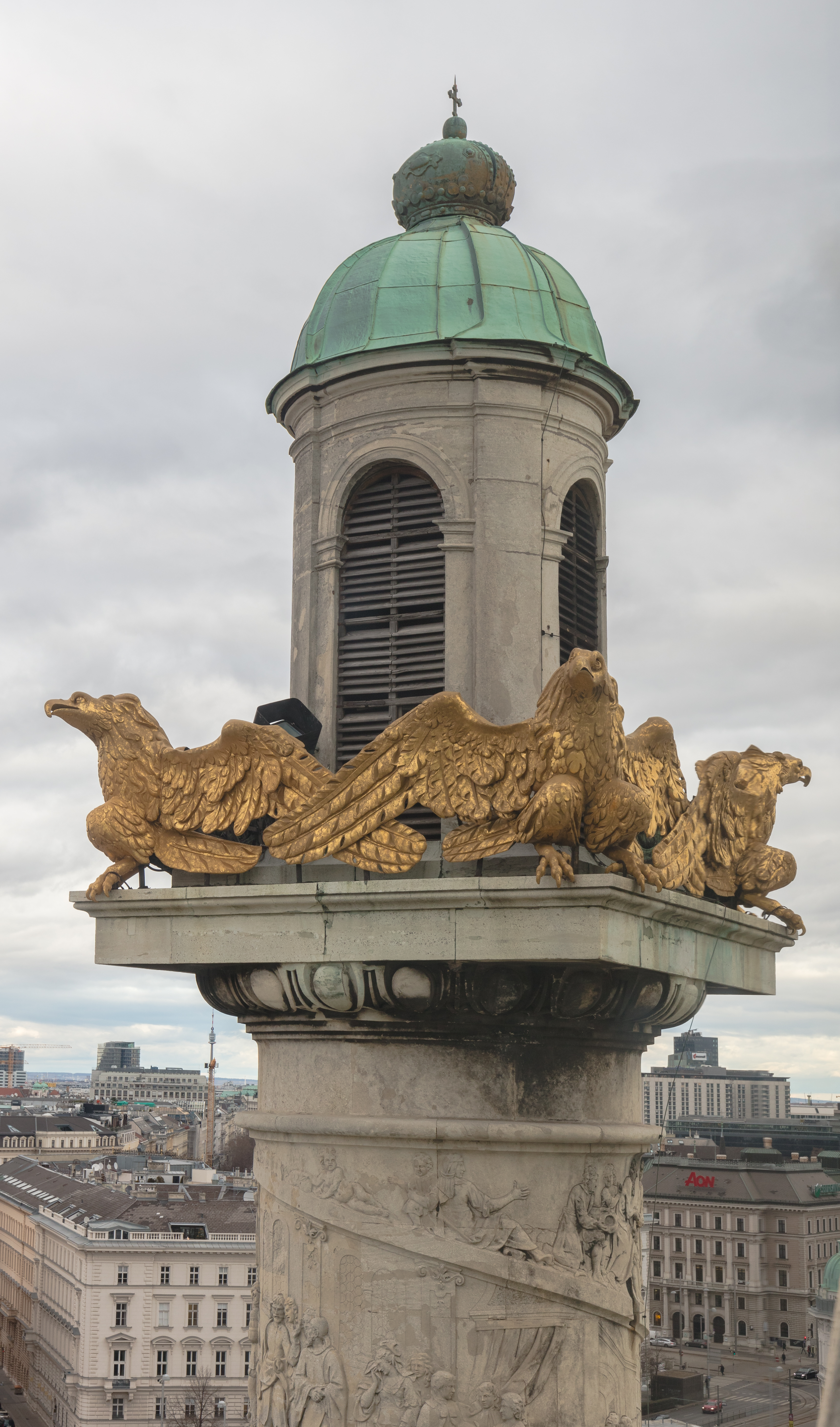
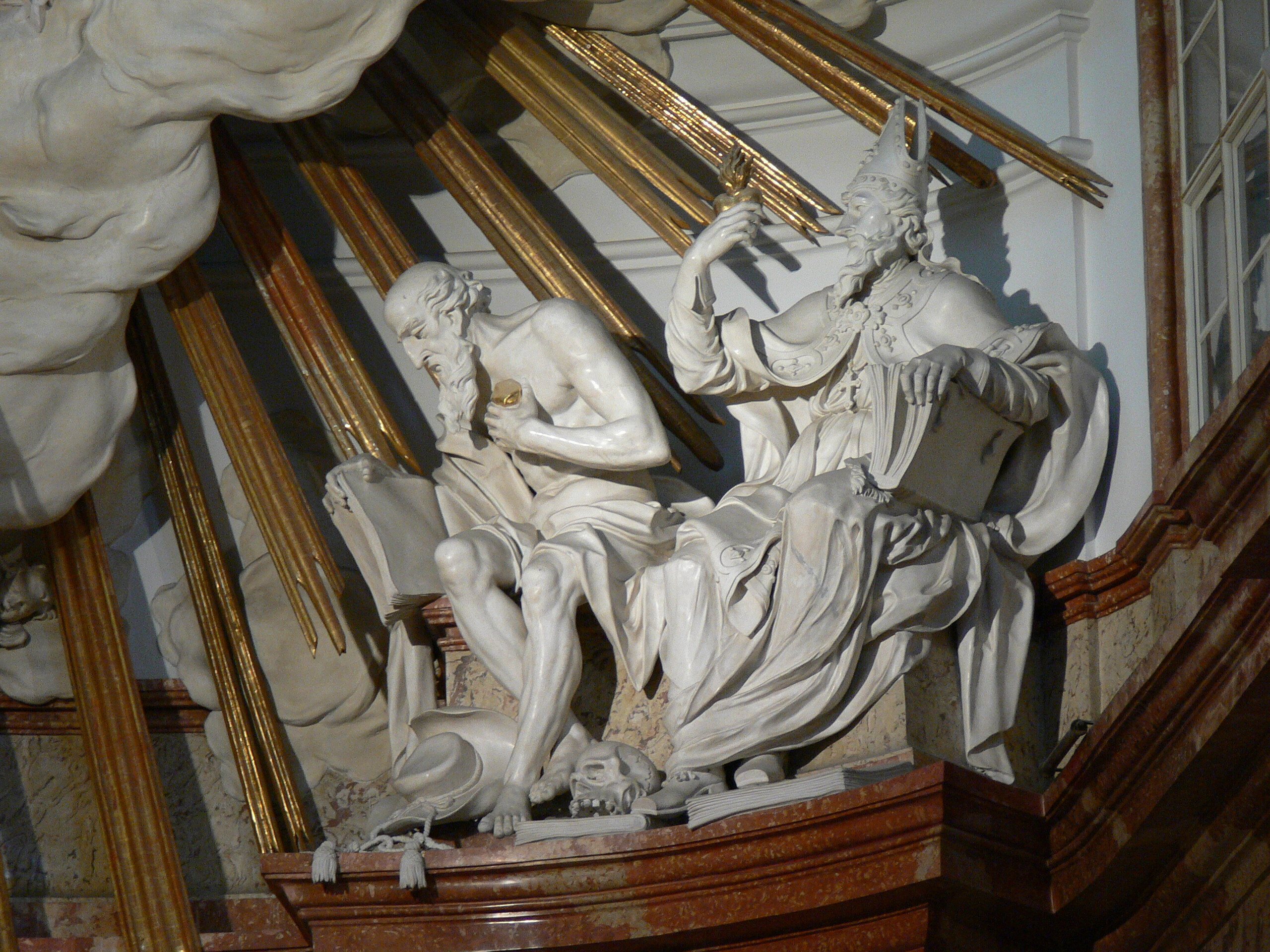
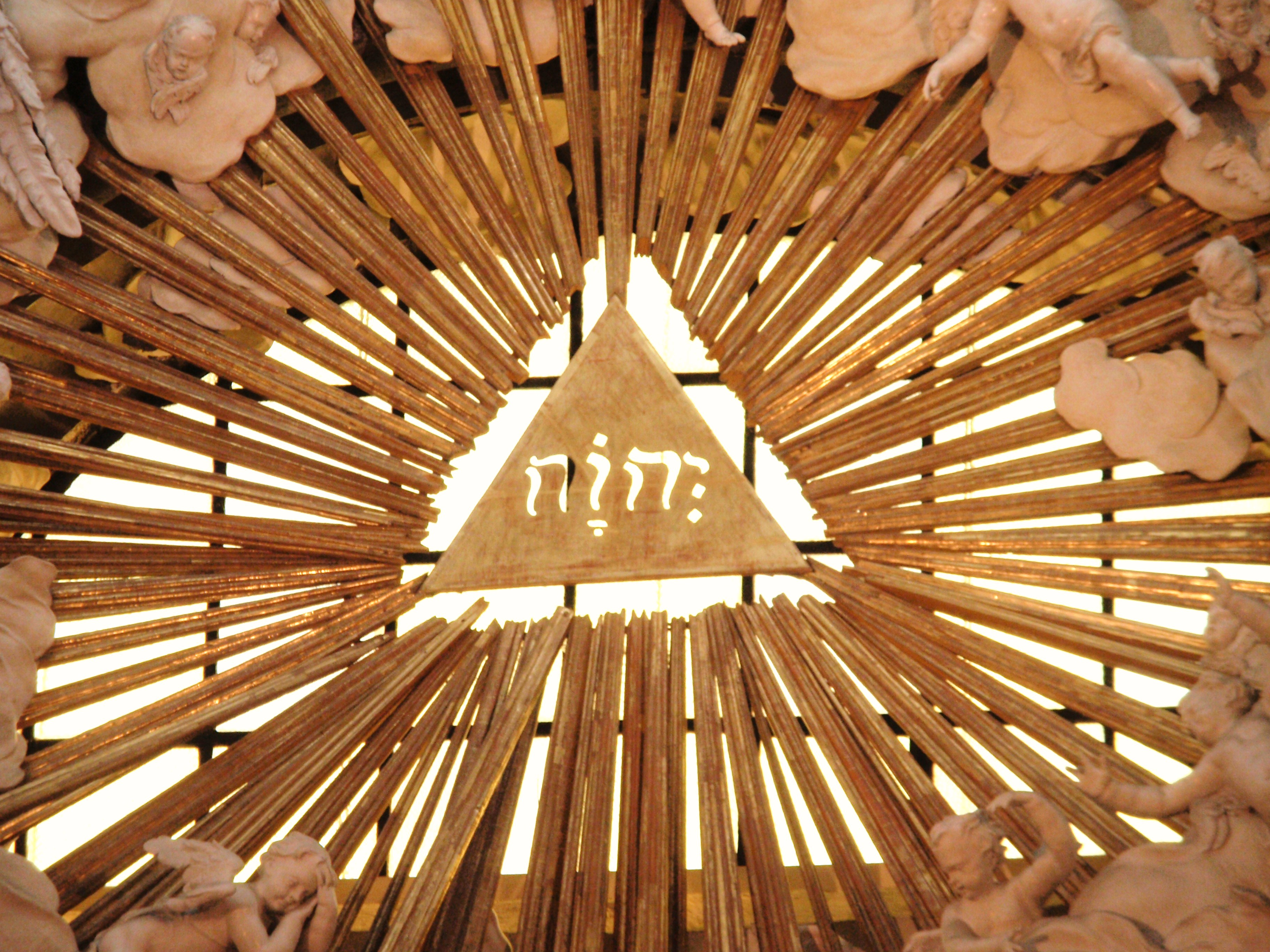
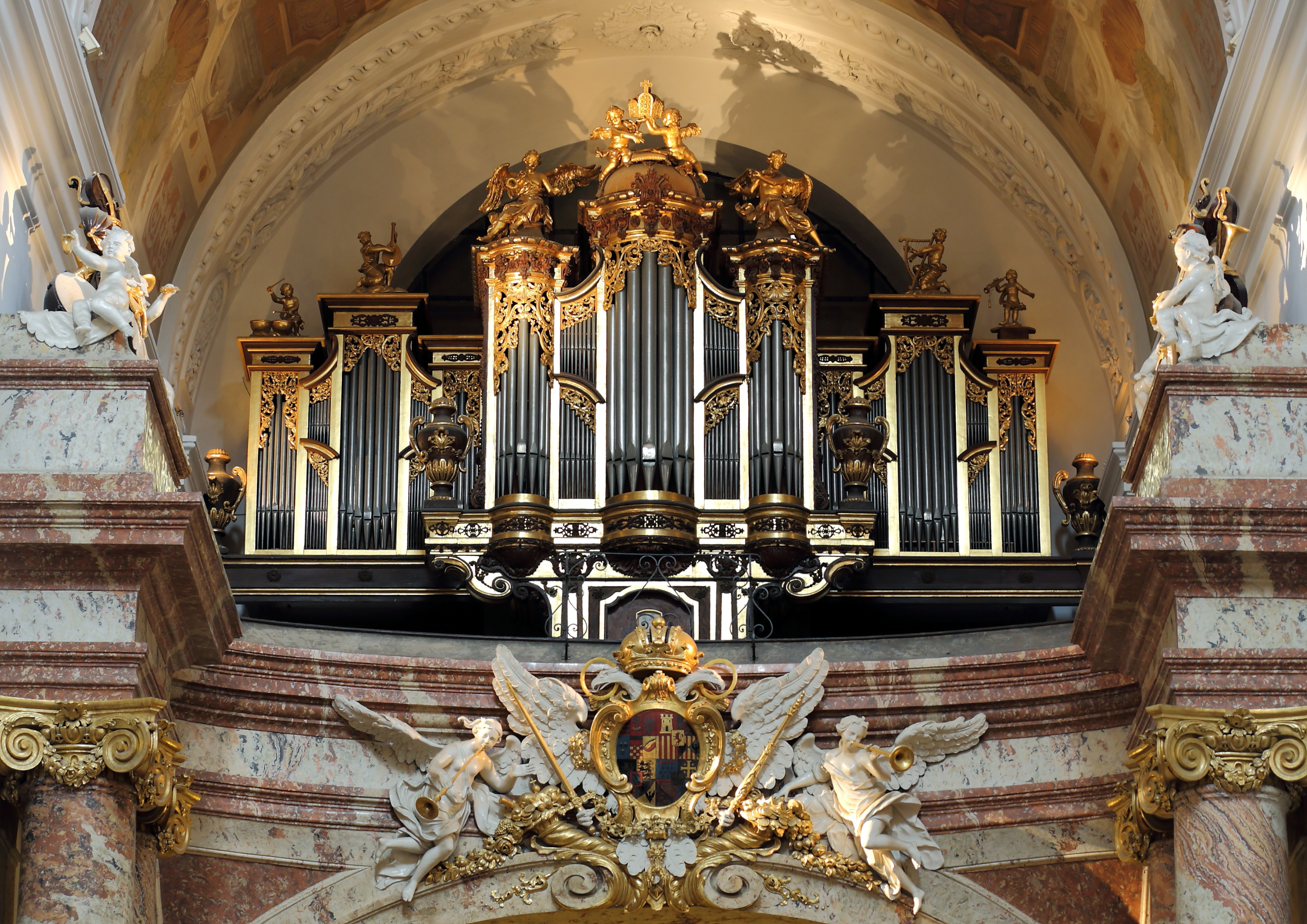
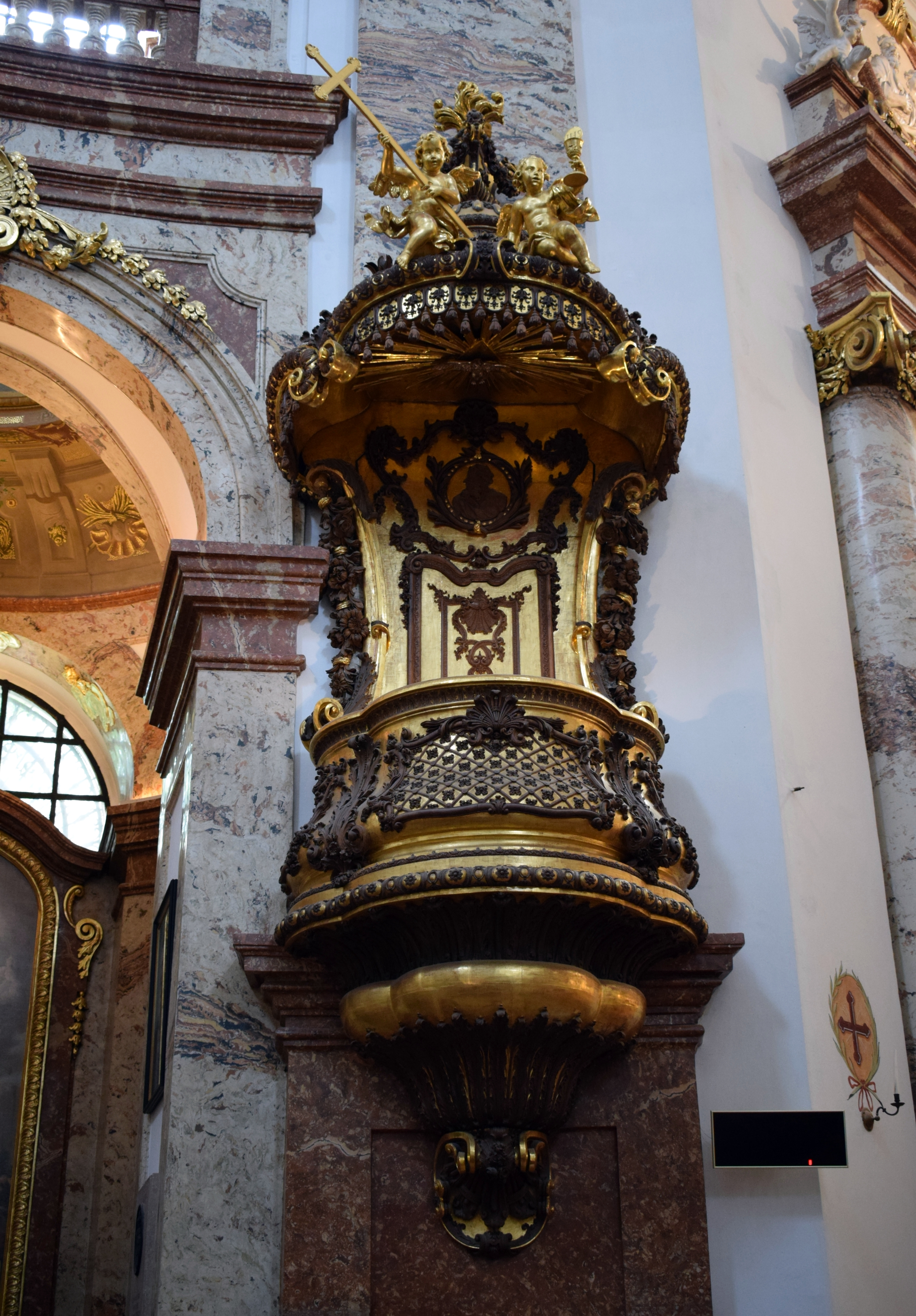
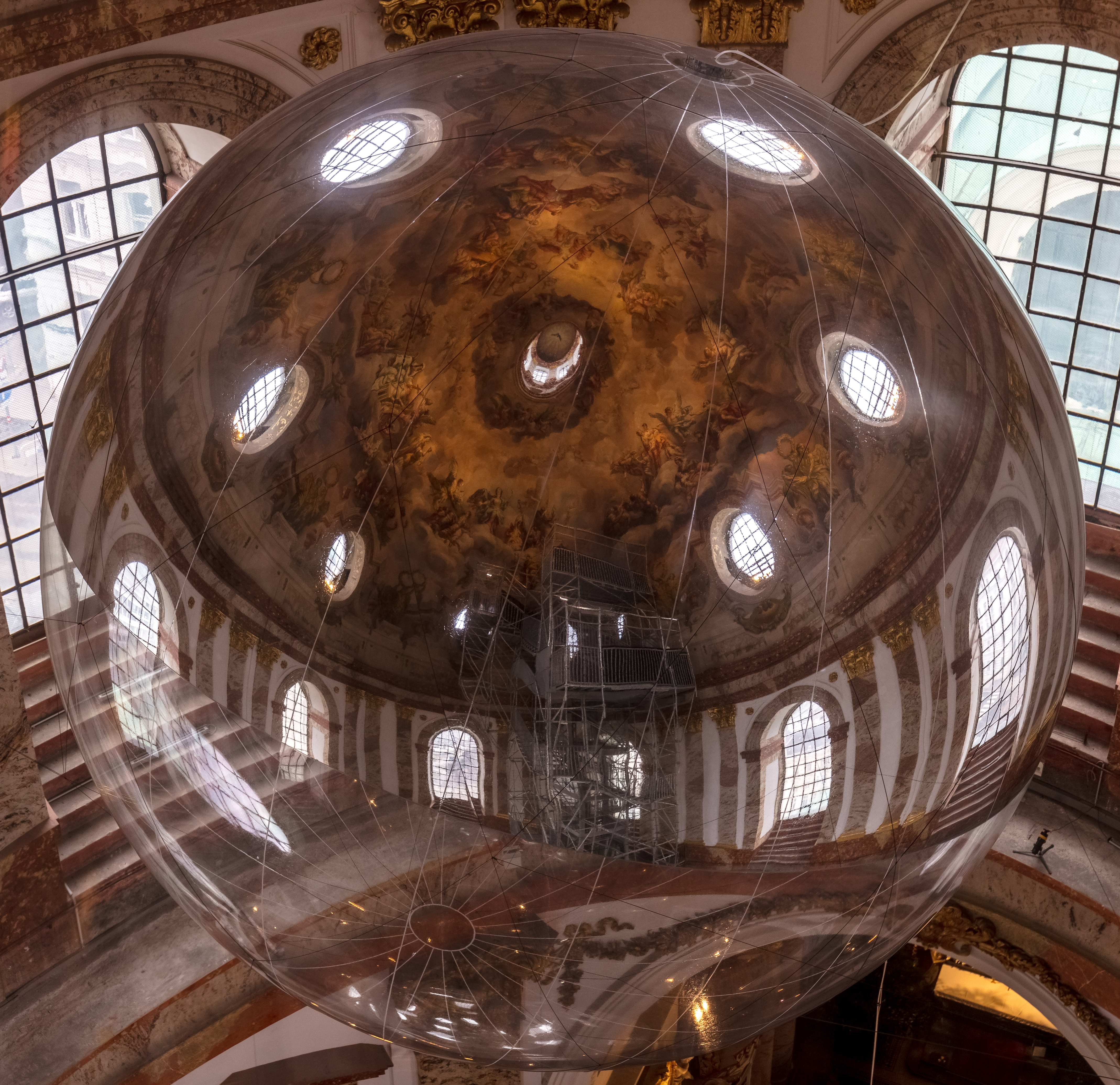